# Cercle Brugge in het seizoen 2008/09
Hieronder staan de statistieken en wedstrijden van Cercle Brugge in het seizoen 2008-2009.

## Behaalde eindresultaat
- In de Jupiler League eindigde Cercle als negende met 47 punten. Cercle won 14 wedstrijden, verloor er 15 en speelde 5 keer gelijk. Het scoorde 48 doelpunten en kreeg er 53 tegen.
- In de Beker van België raakte Cercle tot in de halve finale, waar het uitgeschakeld werd door KV Mechelen.

## Spelerskern
| Naam                    | Positie | Nationaliteit             | Rugnummer | Contract tot |
| ----------------------- | ------- | ------------------------- | --------- | ------------ |
| Bram Verbist            | GK      | Vlag van België           | 25        | 2012         |
| Jo Coppens              | GK      | Vlag van België           | 37        | 2011         |
| Patrick Lane            | GK      | Vlag van Verenigde Staten | 1         | 2009         |
| Wouter Artz             | V       | Vlag van Nederland        | 23        | 2010         |
| Igor Gjuzelov           | V       | Vlag van Noord-Macedonië  | 20        | 2010         |
| Anthony Portier         | V       | Vlag van België           | 3         | 2012         |
| Bram Vandenbussche      | V       | Vlag van België           | 21        | 2010         |
| Denis Viane             | V       | Vlag van België           | 7         | 2012         |
| Dejan Kelhar            | V       | Vlag van Slovenië         | 16        | 2011         |
| Frederik Boi            | VM      | Vlag van België           | 12        | 2013         |
| Honour Gombami          | M       | Vlag van Zimbabwe         | 5         | 2011         |
| Vusumuzi "Prince" Nyoni | M       | Vlag van Zimbabwe         | 22        | 2011         |
| Serhij Serebrennikov    | M       | Vlag van Oekraïne         | 14        | 2013         |
| Tony Sergeant           | M       | Vlag van België           | 17        | 2012         |
| Jonas Buyse             | M       | Vlag van België           | 27        | 2013         |
| Lukas Van Eenoo         | M       | Vlag van België           | 30        | 2013         |
| Arnar Viðarsson         | M       | Vlag van IJsland          | 4         | 2011         |
| Thomas Buffel           | M       | Vlag van België           | 8         | 2010         |
| Stijn De Smet           | A       | Vlag van België           | 19        | 2010         |
| Kanu                    | A       | Vlag van Brazilië         | 10        | 2009         |
| Oleg Iachtchouk         | A       | Vlag van Oekraïne         | 9         | 2013         |
| Kristof Snelders        | A       | Vlag van België           | 18        | 2011         |
| Dominic Foley           | A       | Vlag van Ierland          | 15        | 2012         |
| Yang Wang               | A       | Vlag van China            | 11        | 2010         |

### Uitgeleende spelers
- Rubin Dantschotter (SK Beveren) (contract bij Cercle tot 2010)
- Osahon Eboigbe (Oud-Heverlee Leuven) (contract bij Cercle tot 2009)
- Jimmy De Wulf (KV Oostende) (contract bij Cercle tot 2009)
- Felix Reuse (KVW Zaventem) (contract bij Cercle tot 2009)

## Transfers

### Transfers in het tussenseizoen (juni-augustus 2008) en in de heenronde
IN :
- Jo Coppens (RC Genk)
- Patrick Rotsaert (SV Roeselare, hoofdscout)
- Lorenzo Staelens (SV Roeselare, hulptrainer)
- Arnar Viðarsson (FC Twente via De Graafschap)
- José Carlos Fernández (Tsjornomorets Odessa)
- Tony Sergeant (definitief van AS Bari)
- Thomas Buffel (Glasgow Rangers)
- Patrick Lane (Brad Friedel's Premier Soccer Academy)

UIT:
- Besnik Hasi (RSC Anderlecht, assistent trainer)
- Tom Van Mol (FCN Sint-Niklaas)
- Nicholas Tamsin (KV Turnhout)
- Ewout Denys (Standaard Wetteren)
- Rubin Dantschotter (SK Beveren, op uitleenbasis)
- Armand "Mahan" Mondakan (contract ontbonden)
- Milenko Milošević (vrije transfer)
- Slobodan Slovic (definitief naar Antwerp FC)
- Osahon Eboigbe (Oud-Heverlee Leuven, op uitleenbasis)
- Jimmy De Wulf (KV Oostende, op uitleenbasis)

### Transfers in de winterstop (januari 2009) en in de terugronde
IN:
- Kanu (RSC Anderlecht, op uitleenbasis)
- Dominic Foley (AA Gent)[1][2]
- Dejan Kelhar (NK Publikum Celje)[1][3]
- Wang Yang (Wuhan Guanggu)[4]

UIT:
- Tom De Sutter (RSC Anderlecht)
- José Carlos Fernández (Alianza Lima)[5][6]
- Felix Reuse (KVW Zaventem, op uitleenbasis)[7]
- Obidiah Tarumbwa (contract verbroken)[1][8]

## Technische staf

### Trainersstaf
- Glen De Boeck (Technisch directeur)
- Ronny Desmedt (Assistent-trainer)
- Lorenzo Staelens (Assistent-trainer)
- Wim Langenbick (Fysiek trainer)
- Danny Vandevelde (Keepertrainer)

### Medische staf
- Albert Van Osselaer (kine)
- Geert Leys (kine)

### Scouting
- Patrick Rotsaert (hoofdscout)

### Omkadering
- Yves Perquy (hoofdafgevaardigde)
- Johan Mestdagh (materiaalmeester en afgevaardigde)

## Programma
| datum    | competitie                          | thuisploeg                  | bezoekers                   | score                 | doelpunten Cercle                          | opmerkingen |
| -------- | ----------------------------------- | --------------------------- | --------------------------- | --------------------- | ------------------------------------------ | --- |
| 08/07/08 | Oefenwedstrijd                      | Sporting Blankenberge       | Cercle Brugge               | 0-2                   | Eboigbe, Iachtchouk                        | |
| 11/07/08 | Oefenwedstrijd                      | Stormvogels Koekelare       | Cercle Brugge               | 2-4                   | Snelders (2), Eboigbe, Artz                | |
| 21/07/08 | Oefenwedstrijd                      | Cercle Brugge               | K. Kampenhout SK            | 4-1                   | Fernández, Vidarsson, Van Eenoo, De Sutter | Wedstrijd gespeeld in Adinkerke                                                                                           |
| 23/07/08 | Oefenwedstrijd                      | Valenciennes FC             | Cercle Brugge               | 4-1                   | Iachtchouk                                 | Wedstrijd gespeeld in Raismes                                                                                             |
| 26/07/08 | Oefenwedstrijd                      | Cercle Brugge               | VC Westerlo                 | 3-2                   | Iachtchouk (2), De Sutter                  | Wedstrijd gespeeld in Varsenare                                                                                           |
| 27/07/08 | Oefenwedstrijd                      | Cercle Brugge               | Dynamo Dresden              | 3-1                   | Catteeuw, X, X                             | Wedstrijd gespeeld op Ten Briele in Brugge. Cercle speelde voornamelijk met de beloftenkern.                              |
| 28/07/08 | Oefenwedstrijd                      | RC Waregem                  | Cercle Brugge               | 1-1                   | De Sutter                                  | Wedstrijd gespeeld in Veldegem                                                                                            |
| 31/07/08 | Oefenwedstrijd                      | De Graafschap               | Cercle Brugge               | 0-1                   | Serebrennikov (pen.)                       | Wedstrijd gespeeld in Alkmaar (Prof Plus Toernooi van AFC '34)                                                            |
| 02/08/08 | Oefenwedstrijd                      | RKC Waalwijk                | Cercle Brugge               | 0-3                   | Buffel (2), Snelders                       | Wedstrijd gespeeld in Alkmaar (Finale van het Prof Plus Toernooi)                                                         |
| 05/08/08 | Oefenwedstrijd                      | Antwerp FC                  | Cercle Brugge               | 1-2                   | Vandenbussche, Gombami                     | |
| 09/08/08 | Oefenwedstrijd                      | Cercle Brugge               | Real Valladolid             | 0-0                   |                                            | |
| 16/08/08 | Jupiler League speeldag 1           | Cercle Brugge               | RSC Anderlecht              | 0-3                   |                                            | |
| 23/08/08 | Jupiler League speeldag 2           | KV Kortrijk                 | Cercle Brugge               | 2-1                   | Iachtchouk                                 | |
| 30/08/08 | Jupiler League speeldag 3           | Cercle Brugge               | RAEC Mons                   | 2-1                   | De Smet, Sergeant                          | |
| 04/09/08 | Oefenwedstrijd                      | NAC Breda                   | Cercle Brugge               | 3-0                   |                                            | |
| 14/09/08 | Jupiler League speeldag 4           | Sporting Charleroi          | Cercle Brugge               | 3-2                   | De Sutter (2)                              | |
| 20/09/08 | Jupiler League speeldag 5           | Cercle Brugge               | Germinal Beerschot          | 1-0                   | Buffel                                     | |
| 27/09/08 | Jupiler League speeldag 6           | KSC Lokeren Oost-Vlaanderen | Cercle Brugge               | 1-1                   | De Smet                                    | |
| 05/10/08 | Jupiler League speeldag 7           | Cercle Brugge               | Standard Luik               | 4-1                   | De Smet (2), Portier, Boi                  | |
| 09/10/08 | Oefenwedstrijd                      | Willem II Tilburg           | Cercle Brugge               | 0-1                   | Gombami                                    | |
| 19/10/08 | Jupiler League speeldag 8           | Club Brugge                 | Cercle Brugge               | 3-1                   | Iachtchouk                                 | |
| 25/10/08 | Jupiler League speeldag 9           | Cercle Brugge               | FCV Dender EH               | 1-2                   | Buffel                                     | |
| 01/11/08 | Jupiler League speeldag 10          | Excelsior Moeskroen         | Cercle Brugge               | 0-1                   | Gombami                                    | |
| 07/11/08 | Jupiler League speeldag 11          | Cercle Brugge               | SV Zulte Waregem            | 2-0                   | De Smet, Nyoni                             | |
| 11/11/08 | Beker van België 1/16 finale        | Cercle Brugge               | KFC Racing Mol-Wezel        | 2-1                   | De Smet, Gombami                           | |
| 15/11/08 | Jupiler League speeldag 12          | AFC Tubize                  | Cercle Brugge               | 3-0                   |                                            | |
| 22/11/08 | Jupiler League speeldag 13          | Cercle Brugge               | KV Mechelen                 | 2-1                   | Iachtchouk, Buffel                         | |
| 29/11/08 | Jupiler League speeldag 14          | KRC Genk                    | Cercle Brugge               | 3-2                   | Iachtchouk, De Sutter                      | |
| 05/12/08 | Jupiler League speeldag 15          | Cercle Brugge               | AA Gent                     | 3-1                   | Serebrennikov, De Sutter (2)               | |
| 13/12/08 | Jupiler League speeldag 16          | KVC Westerlo                | Cercle Brugge               | 1-2                   | De Sutter, Iachtchouk                      | |
| 05/12/08 | Jupiler League speeldag 17          | Cercle Brugge               | KSV Roeselare               | 4-3                   | De Sutter, Iachtchouk (2), De Smet         | |
| 16/01/09 | Jupiler League speeldag 18          | RSC Anderlecht              | Cercle Brugge               | 1-2                   | Iachtchouk (2)                             | |
| 21/01/09 | Beker van België 1/8 finale         | Cercle Brugge               | Sporting Charleroi          | 2-1 (na verlengingen) | De Smet, Snelders                          | Deze wedstrijd moest normaal gezien plaatsvinden op 13/01, maar werd uitgesteld wegens de onbespeelbaarheid van het veld. |
| 24/01/09 | Jupiler League speeldag 19          | Cercle Brugge               | KV Kortrijk                 | 0-1                   |                                            | |
| 28/01/09 | Beker van België 1/4 finale (heen)  | Cercle Brugge               | KSV Roeselare               | 1-0                   | Portier                                    | |
| 31/01/09 | Jupiler League speeldag 20          | RAEC Mons                   | Cercle Brugge               | 1-1                   | Iachtchouk                                 | |
| 08/02/09 | Jupiler League speeldag 21          | Cercle Brugge               | Sporting Charleroi          | 2-2                   | Iachtchouk, Miceli (o.g.)                  | |
| 14/02/09 | Jupiler League speeldag 22          | Germinal Beerschot          | Cercle Brugge               | 1-1                   | Iachtchouk                                 | |
| 17/02/09 | Beker van België 1/4 finale (terug) | KSV Roeselare               | Cercle Brugge               | 2-1                   | Serebrennikov                              | Deze wedstrijd moest normaal gezien plaatsvinden op 4/02, maar werd uitgesteld wegens de onbespeelbaarheid van het veld.  |
| 21/02/09 | Jupiler League speeldag 23          | Cercle Brugge               | KSC Lokeren Oost-Vlaanderen | 0-0                   |                                            | |
| 01/03/09 | Jupiler League speeldag 24          | Standard Luik               | Cercle Brugge               | 4-0                   |                                            | |
| 04/03/09 | Beker van België 1/2 finale (heen)  | Cercle Brugge               | KV Mechelen                 | 2-1                   | Gombami, De Smet                           | |
| 08/03/09 | Jupiler League speeldag 25          | Cercle Brugge               | Club Brugge                 | 1-3                   | Gombami                                    | |
| 14/03/09 | Jupiler League speeldag 26          | FCV Dender EH               | Cercle Brugge               | 1-0                   |                                            | |
| 21/03/09 | Jupiler League speeldag 27          | Cercle Brugge               | Excelsior Moeskroen         | 0-1                   |                                            | |
| 04/04/09 | Jupiler League speeldag 28          | SV Zulte Waregem            | Cercle Brugge               | 3-1                   | Gombami                                    | |
| 11/04/09 | Jupiler League speeldag 29          | Cercle Brugge               | AFC Tubize                  | 4-1                   | Serebrennikov, Boi (2), Gombami            | |
| 18/04/09 | Jupiler League speeldag 30          | KV Mechelen                 | Cercle Brugge               | 0-1                   | Nyoni                                      | |
| 22/04/09 | Beker van België 1/2 finale (terug) | KV Mechelen                 | Cercle Brugge               | 2-1                   | Sergeant                                   | KV Mechelen kwalificeert zich via het nemen van penalty's : 5-3                                                           |
| 26/04/09 | Jupiler League speeldag 31          | Cercle Brugge               | KRC Genk                    | 1-2                   | Boi                                        | |
| 02/05/09 | Jupiler League speeldag 32          | AA Gent                     | Cercle Brugge               | 2-1                   | Sergeant                                   | |
| 09/05/09 | Jupiler League speeldag 33          | Cercle Brugge               | KVC Westerlo                | 2-1                   | De Smet, Sergeant                          | |
| 16/05/09 | Jupiler League speeldag 34          | SV Roeselare                | Cercle Brugge               | 1-2                   | Boi, Gombami                               | |

## Topscorers[9]
| Speler          | Aantal doelpunten |
| --------------- | ----------------- |
| Oleg Iachtchouk | 12                |
| Stijn De Smet   | 7                 |
| Tom De Sutter   | 7                 |
| Frederik Boi    | 5                 |
| Honour Gombami  | 5                 |